# SATCOMBw
SATCOMBw é o sistema de comunicação via satélite da Bundeswehr. É formado por um conjunto de dois satélites militares alemães que são usados para fornecer uma rede de comunicações seguras para uso em unidades implantadas.

## Satélites
| Satélite   | Fabricante                 | Data do lançamento    | Veículo de lançamento | Estado |
| ---------- | -------------------------- | --------------------- | --------------------- | ------ |
| COMSATBw 1 | EADS Astrium Alcatel Space | 01 de outubro de 2009 | Ariane 5 ECA          | Ativo  |
| COMSATBw 2 | EADS Astrium Alcatel Space | 21 de maio de 2010    | Ariane 5 ECA          | Ativo  |